# Почти плоское многообразие
Почти плоское многообразие — гладкое компактное многообразие М такое, что для любого {\displaystyle \varepsilon >0}
на М существует риманова метрика {\displaystyle g_{\varepsilon }},
такая, что {\displaystyle {\mbox{diam}}(M,g_{\varepsilon })\leqslant 1}
и {\displaystyle g_{\varepsilon }} является {\displaystyle \varepsilon }-плоской,
то есть её секционные кривизны {\displaystyle K_{g_{\varepsilon }}} в каждой точке удовлетворяют неравенству
{\displaystyle |K_{g_{\epsilon }}|<\varepsilon .}

## Примеры
- Любое компактное многообразие, допускающее плоскую метрику, является почти плоским. В частности, почти плоскими многообразиями являются
  - {\displaystyle n}-мерный тор
  - Бутылка Клейна
- Примером не плоского, но почти плоского многообразия является пространство нетривиального расслоения со слоем окружность над тором. Это пространство можно получить как фактор группы Гейзенберга по её целочисленной подгруппе и его конечные накрытия.

## Свойства
- Для любого n существует положительное число {\displaystyle \varepsilon _{n}>0} такое, что если n-мерное многообразие допускает {\displaystyle \varepsilon _{n}}-плоские метрики с диаметром {\displaystyle \leqslant 1}, то онo почти плоскоe.
- Почти плоское многообразие как многообразие, коллапсирующее к точке с зажатой кривизной: М — почти плоское, если для любого {\displaystyle \varepsilon >0}  на М существует риманова метрика {\displaystyle g_{\varepsilon }}, такая, что диаметр многообразия меньше {\displaystyle \varepsilon }, и {\displaystyle g_{\varepsilon }} имеет ограниченную секционную кривизну, скажем, в каждой точке удовлетворяют неравенству {\displaystyle |K_{g_{\epsilon }}|<1}.
- По теореме Громова — Руха, многообразие М является почти плоским тогда и только тогда, когда оно является инфранильмногообразием. В частности, оно является конечным фактором нильмногообразия. Последнее можно определить индуктивно как пространство главного расслоения со слоем окружность над нильмногообразием.